# دی‌متیل مالونات
دی‌متیل مالونات (به انگلیسی: Dimethyl malonate) با فرمول شیمیایی C5H8O4 یک ترکیب شیمیایی با شناسه پاب‌کم ۷۹۴۳ است. که جرم مولی آن ۱۳۲٫۱۱۵ می‌باشد. شکل ظاهری این ترکیب، مایع بی‌رنگ است.